# Schloss Richemont (Charente)

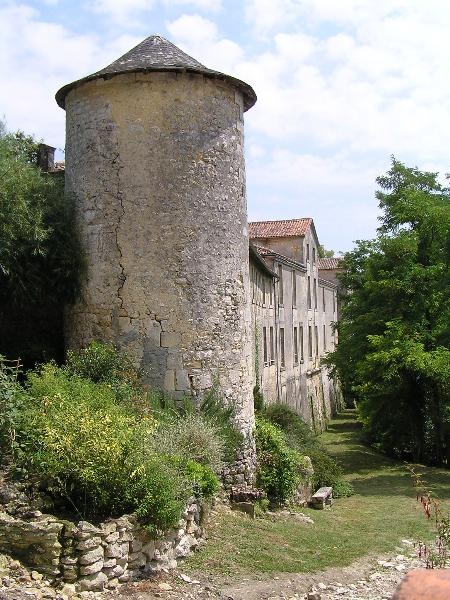
Schlossturm

Schloss Richemont ist ein Schloss im Westen Frankreichs. Es befindet sich bei Richemont in der Gemeinde Val-de-Cognac im Département Charente.

## Geschichte
Um das Jahr 1000 herum entstand auf dem Felssporn von Richemont eine kleine Festungsanlage in Form eines quadratischen Donjons mit einem Brunnen und einer auf den Rand des Plateaus gesetzten Umfassungsmauer. Von diesem ersten Schloss, das 1179 von Richard Löwenherz zerstört wurde, ist nur noch die Krypta der Kirche St-Georges erhalten geblieben.

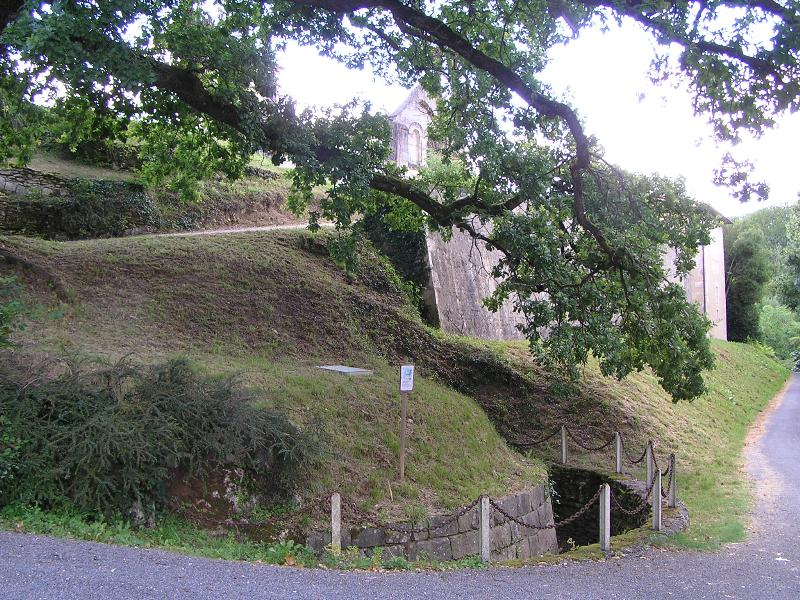
Turmruine des ersten Schlosses

Auf den Grundmauern des Schlosses wurde ein Herrenhaus errichtet. Als erster Herr auf diesem Anwesen ist Seguin de Richemont für das Jahr 1224 bezeugt. 1610 wurde es unbewohnbar, erhalten geblieben sind nur noch die sichtbaren Fundamente in den Kellern des heutigen Gebäudes, sowie der runde Taubenturm, erbaut von Charles de l'Estang zwischen 1574 und 1582.
Anfang des 17. Jahrhunderts wurde auf den Ruinen ein neues Schloss errichtet, bestehend aus zwei Häusern mit Schieferdächern, von dem noch das Haupttor und die gezinnte Tormauer übrig sind, ferner der Vorhof, einer der beiden Rundtürme und die große Steintreppe.
Im 19. Jahrhundert erfolgte der Bau von zwei Quergebäuden hinter dem Innenhof und einmal nördlich, die Aufstockung der beiden Wohnbauten, die Errichtung der Kapelle, der Anbau des rechten Seitenflügels sowie dann seine Verlängerung. All diese Gebäude werden von dem Felsvorsprung eingrenzt. Die gesamte Anlage gehörte eine Zeit lang dem Bischof von Angoulême und beherbergte bis 1968 ein kleines Priesterseminar.
Anschließend ließ sich hier das Institut IREO nieder, das Schulungen in den Bereichen Landwirtschaft, Weinbau und Dienstleistungen anbot, bevor die Gebäude dann an den Kommunalverband von Cognac verkauft wurden.

## Architektur

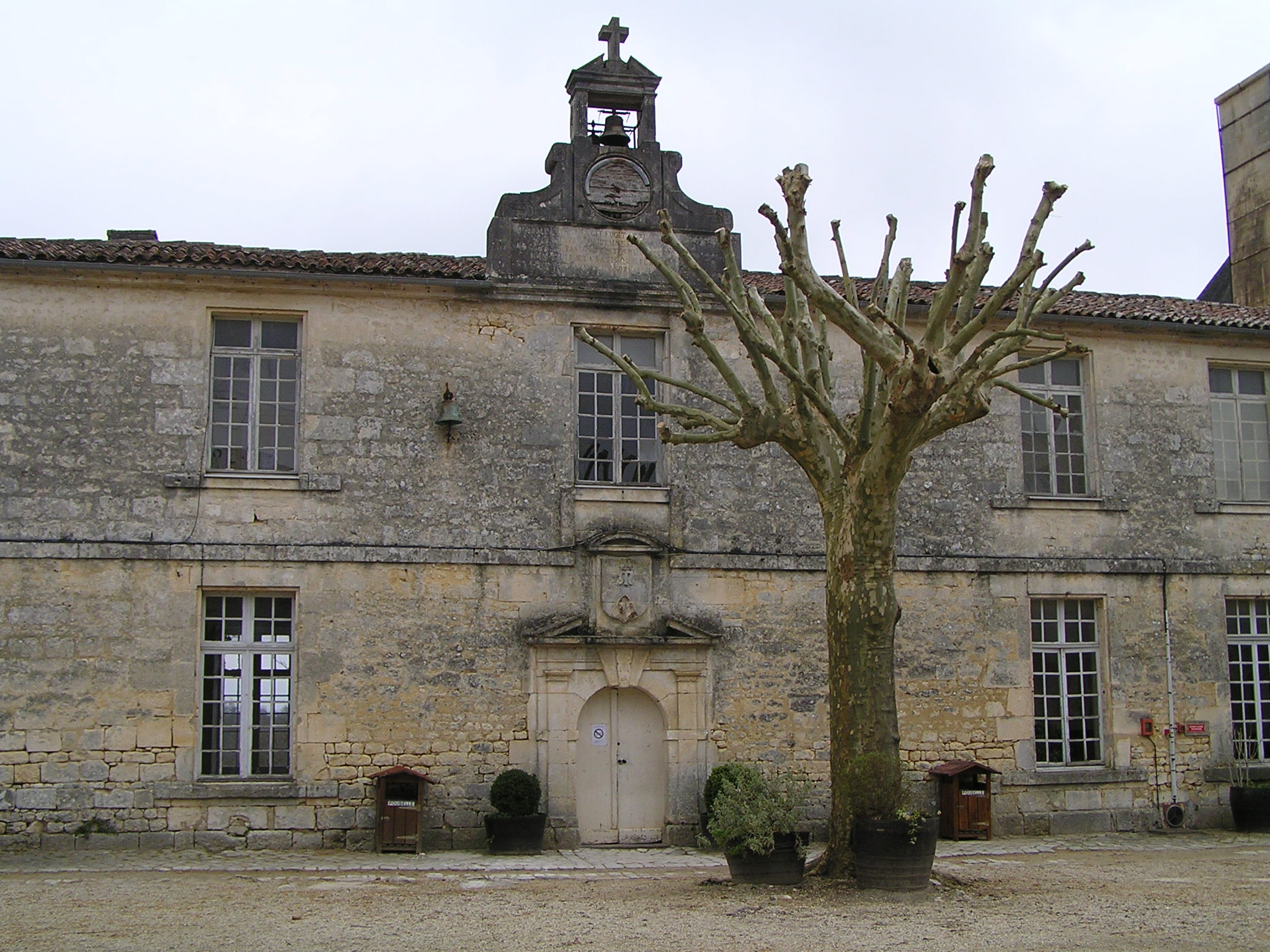
Blick vom Innenhof aufs Schlossgebäude

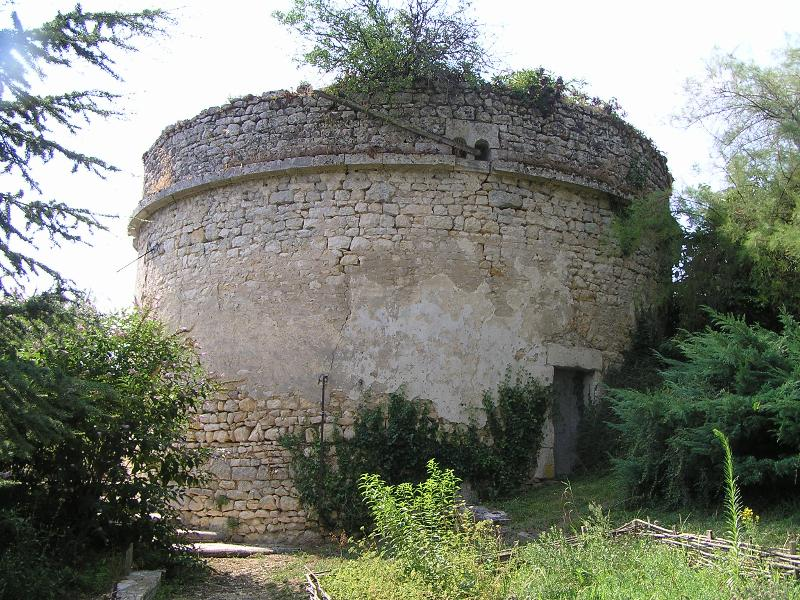
Taubenturm

Von dem Mitte des 16. Jahrhunderts errichteten Schloss sind nur noch der runde Taubenturm, die Keller und die vier mit Schiefer bedeckten Häuschen erhalten geblieben.
Von den ursprünglich zwei Türmen, die den Vorhof flankierten, existiert nur noch ein einzelner. Die Toreinfahrt und die lange mit Zierzinnen bekrönte Kurtine stammen aus dem 17. Jahrhundert.
Im 19. Jahrhundert wurde die neogotische Kapelle errichtet und der Südflügel neu gestaltet.
Der erste Hof wurde zwischen 2007 und 2009 komplett renoviert, hier ist seitdem das neue Internat des IREO-Instituts untergebracht.
Die Kirche Saint-Georges de Richemont, hervorgegangen aus der ehemaligen Schlosskapelle, besitzt eine seit dem 29. September 1907 als Monument historique klassifizierte Krypta aus dem 19. Jahrhundert.
Der Felsvorsprung, auf dem sich die Schlossanlage von Richemont befindet, steht unter Naturschutz. Neben dem Schloss finden sich hier eine 1857 wieder aufgebaute Kirche, die Ruinen der ehemaligen Burg und der alte Friedhof.